# Uluru
Uluru (tiếng Pitjantjatjara: Uluṟu), hay Đá Ayers /ˌɛərz ˈrɒk/, tên chính thức "Uluru / Ayers Rock", là một tảng đá sa thạch lớn ở miền nam ở Lãnh thổ Bắc Úc tại miền trung tâm nước Úc. Nó cách thị trấn lớn gần nhất, Alice Springs, khoảng 335 km (208 mi) về phía tây nam, 450 km (280 mi) bằng đường bộ.
Uluru được người Anangu Pitjantjatjara, một tộc người bản địa trong khu vực, xem là linh thiêng. Vùng quanh Uluru có nhiều mạch nước, hang đá và tranh vẽ cổ. Uluru là một Di sản thế giới được UNESCO công nhận. Uluru và Kata Tjuta (còn gọi là Olga) là hai địa điểm nổi bật tại vườn quốc gia Uluṟu-Kata Tjuṯa.

## Tên
Người Anangu địa phương, một nhóm người Pitjantjatjara, gọi hòn đá là Uluṟu (tiếng Pitjantjatjara: [ʊlʊɻʊ]). Từ này đơn thuần là một danh từ, không còn nghĩa nào khác trong tiếng Pitjantjatjara.
Ngày 19 tháng 7 năm 1873, nhà địa đồ William Gosse trông thấy hòn đá và đặt tên cho nó là Đá Ayers để vinh danh Trưởng thư ký Nam Úc đương thời, Sir Henry Ayers. Kể từ đó, hai cái tên được sử dụng song song.